# 维贾伊纳加尔
维贾伊纳加尔（Vijainagar），是印度拉贾斯坦邦Ganganagar县的一个城镇。总人口17867（2001年）。

## 人口
该地2001年总人口17867人，其中男性9571人，女性8296人；0—6岁人口2822人，其中男1566人，女1256人；识字率61.97%，其中男性为69.07%，女性为53.78%。